# Vedova, però onesta
Vedova, però onesta (titolo originale: Viúva, porém honesta) è una farsa teatrale in 3 atti di genere psicologico, messa in scena per la prima volta nel 1957, e scritta dal drammaturgo Nelson Rodrigues riconosciuto come uno dei più grandi drammaturghi brasiliani del XX secolo.

## Sinossi
Il dottor J.B. Albuquerque Guimarães, direttore del quotidiano La mazza, uno dei giornali più influenti del Paese, non riesce a convincere la sua unica figlia, Ivonete, a smettere di vegliare il marito Dorothy Dalton, morto dopo essere stato investito da un carretto di gelati, e finalmente tornare a una vita normale dal momento che ha solo 15 anni. Infatti, dalla morte del marito, Ivonete, sconvolta, vuole restare vedova e rifiuta di sedersi. Il dottor JB, in cerca della soluzione, decide di ingaggiare una ex prostituta, uno psicoanalista ed un otorinolaringoiatra (tutti ciarlatani) per dissuaderla da tale idea. Tra gli invitati arriva un ospite inaspettato: il Diavolo Fonseca, irresistibilmente attratto dal profumo di vedova.
Dorothy Dalton, omosessuale e critico teatrale, lavorava per il quotidiano La mazza, era un ex detenuto del carcere per minori. Divenne marito di Ivonete che fu costretta da suo padre a sceglierne uno tra i dipendenti del suo giornale, per giustificare una gravidanza indesiderata rilevata dal medico di famiglia, il vecchio dottor Lambretta.
Si scoprirà in seguito che questa gravidanza era falsa, poiché inventata dalla mente folle del medico.
Poiché nessuno degli "esperti" ha trovato una soluzione per il caso di Ivonete, l'unica via di uscita è quella di resuscitare Dorothy Dalton e fare in modo che Ivonete non sia più vedova. Il lavoro verrà svolto dal Diavolo Fonseca in persona, attraverso una seduta spiritica con la quale resusciterà il morto e libererà la ragazza da tale vedovanza indesiderata. In cambio però il Diavolo Fonseca sposerà Ivonete.

## Personaggi
- Dottor J.B. Albuquerque Guimarães (Padre di Ivonete e direttore del giornale)
- Pardal (Assistente di J.B.)
- Dottor Sanatório (Otorinolaringoiatra)
- Dottor Lupicíno (Psicanalista)
- Dottor Lambretta (Medico di famiglia)
- Dortothy Dalton (Critico teatrale gay, marito di Ivonete)
- Diabo Da Fonseca (Il Diavolo)
- Ivonete Guimarães (Figlia di J.B., "la vedova")
- Madame Cri-Cri (Ex prostituta)
- Tia Assembléia (Zia di Ivonete)
- Tia Solteirona (Zia zitella di Ivonete)
- Padre (Il Parroco)
- Due infermieri